# Aboubacar Demba Camara
Aboubacar Demba Camara (1944 - 5 de abril de 1973) foi um cantor e compositor guineense. Ele liderou a banda Bembeya Jazz National de 1963 até à sua morte.

## Biografia
Aboubacar Demba Camara nasceu em 1944 em Conakry, na Guiné Francesa, numa família de Saraya, uma estação de Kouroussa. Ele frequentou a escola primária Coléa até 1952, quando foi transferido para uma escola em Kankan. Em 1957, ele retornou a Conakry para concluir seus estudos primários antes de voltar para Kankan, onde se matriculou numa escola vocacional e obteve a sua certificação como marceneiro. Em 1963 mudou-se para a cidade de Belya, no sul da Guiné, para trabalhar.
Demba Camara juntou-se à banda Bembeya Jazz National em 1963. Ele tornou-se no líder da banda, vocalista e principal compositor. No auge de sua popularidade, Demba Camara foi declarado o maior cantor Africano pela British Broadcasting Corporation.

### Morte e enterro
Em março de 1973, o Bembeya Jazz National foi enviado para o Senegal pelo governo guineense para uma tour de performance. A banda foi calorosamente recebida no aeroporto de Dakar-Yoff em 31 de março, onde partiram numa caravana para Dakar. Num cruzamento em frente ao Deux Mamelles, o carro Peugeot 504 que transportava Demba Camara, o guitarrista Sékou Diabaté e o vocalista secundário Salifou Kaba envolveu-se numa colisão. Demba Camara foi esmagado contra a porta e levado juntamente com os outros dois elementos para o Hospital Dentec, onde os médicos determinaram que ele havia sofrido uma fractura no crânio, compressão da caixa torácica e várias lacerações. Apesar dos esforços dos médicos, ele morreu de hemorragia interna às 01:00 do dia 5 de abril.
Após o anúncio da morte de Demba Camara, uma delegação do governo guineense e do comité central da Parti Démocratique de Guinée reuniu-se com o ministro da Educação Mamadi Keïta para recuperar o seu corpo. A comitiva aterrou no Aeroporto Dakar-Yoff às 16h20, onde se encontrou com uma grande multidão de pessoas de luto e uma delegação do governo senegalês liderada pelo Presidente da Assembleia Nacional, Amadou Cissé Dia. Cissé Dia declarou que o governo senegalês não poupara gastos em suas tentativas de salvar Demba Camara. Às 19:00 os guineenses desembarcaram em Conakry e o corpo de Demba Camara foi levado ao Palais du Peuple por camião, onde foi recebido por milhares de pessoas. O presidente Ahmed Sékou Touré e a sua esposa se curvaram diante do caixão. Demba Camara recebeu um funeral de estado no qual participaram membros dos governos guineense e senegalês. Cem mil pessoas vestidas de branco seguiram o seu corpo para o cemitério de Camayenne em procissão, lideradas pela banda militar Camp Boiro enquanto tocava Boloba, uma canção de Manding tradicionalmente tocada em homenagem aos guerreiros.